# Ostheim (Butzbach)
Ostheim ist ein Stadtteil von Butzbach im hessischen Wetteraukreis.

## Geographische Lage
Ostheim liegt am nordöstlichen Übergang des Taunus in die Wetterau etwa fünf Kilometer südlich von Butzbach. Ostheim ist als mittelalterliches Straßendorf angelegt. Mit dem nordöstlich liegenden Stadtteil Nieder-Weisel ist Ostheim baulich fast zusammengewachsen. Der Riedgraben entwässert die sanft nach Osten abfallende Gemarkung hin zur rund fünf Kilometer entfernt vorbeifließenden Wetter. Die Gemarkungsfläche beträgt 552 Hektar, davon sind 5 Hektar bewaldet (Stand: 1961).

## Geschichte
Der Ort wurde soweit bekannt erstmals im Jahr 1265 unter dem Namen Ostheym urkundlich erwähnt. Funde in einem Reihengräberfeld am Ortsrand legen jedoch die Vermutung nahe, dass die erste Besiedlung im 6. Jahrhundert durch die Merowinger erfolgte.
Bis 1255 gehörte die Gemarkung Ostheims zum Besitz der Herren von Münzenberg. Nach Aussterben des männlichen Zweiges fiel Ostheim an Philipp von Falkenstein. Durch Erbschaft wechselte der Besitz 1418 erneut, diesmal zu den Herren zu Solms. Ab 1643 gehörte der Ort zur Landgrafschaft Hessen-Darmstadt.
Bei einem Feuer im Jahre 1770 wurde der Ort zu fast einem Drittel zerstört.
Hessische Gebietsreform (1970–1977)
Im Zuge der Gebietsreform in Hessen wurde die bis dahin selbständige Gemeinde Ostheim mit anderen Gemeinden zum 31. Dezember 1970 auf freiwilliger Basis in die Stadt Butzbach eingegliedert. Für Ostheim wurde wie für jeden Stadtteil ein Ortsbezirk mit Ortsbeirat und Ortsvorsteher eingerichtet. Die Grenzen der Ortsbezirke folgen den seitherigen Gemarkungsgrenzen.

### Verwaltungsgeschichte im Überblick
Die folgende Liste zeigt die Staaten und Verwaltungseinheiten, denen Ostheim angehört(e):
- vor 1806: Heiliges Römisches Reich, Landgrafschaft Hessen-Darmstadt, Oberfürstentum Hessen, Amt Butzbach und Philippseck[8]
- ab 1806: Großherzogtum Hessen,[Anm. 2] Fürstentum Oberhessen, Amt Butzbach und Philippseck
- ab 1815: Provinz Oberhessen, Regierungsbezirk Gießen, Amt Butzbach und Philippseck[9]
- ab 1821: Großherzogtum Hessen, Provinz Oberhessen, Landratsbezirk Butzbach[Anm. 3]
- ab 1829: Großherzogtum Hessen, Provinz Oberhessen, Verlegung und Umbenennung in Landratsbezirk Friedberg
- ab 1832: Großherzogtum Hessen, Provinz Oberhessen, Kreis Friedberg
- ab 1848: Großherzogtum Hessen, Regierungsbezirk Friedberg
- ab 1852: Großherzogtum Hessen, Provinz Oberhessen, Kreis Friedberg
- ab 1867: Norddeutscher Bund,[Anm. 4] Großherzogtum Hessen, Provinz Oberhessen, Kreis Friedberg
- ab 1871: Deutsches Reich, Großherzogtum Hessen, Provinz Oberhessen, Kreis Friedberg
- ab 1918: Deutsches Reich (Weimarer Republik), Volksstaat Hessen, Provinz Oberhessen, Kreis Friedberg
- ab 1938: Deutsches Reich, Volksstaat Hessen, Landkreis Friedberg[10][Anm. 5]
- ab 1945: Amerikanische Besatzungszone,[Anm. 6] Groß-Hessen, Regierungsbezirk Darmstadt, Landkreis Friedberg
- ab 1946: Amerikanische Besatzungszone, Land Hessen, Regierungsbezirk Darmstadt, Landkreis Friedberg
- ab 1949: Bundesrepublik Deutschland, Land Hessen, Regierungsbezirk Darmstadt, Landkreis Friedberg
- ab 1971: Bundesrepublik Deutschland, Land Hessen, Regierungsbezirk Darmstadt, Landkreis Friedberg, Stadt Butzbach[Anm. 7]
- ab 1972: Bundesrepublik Deutschland, Land Hessen, Regierungsbezirk Darmstadt, Wetteraukreis, Stadt Butzbach

### Einwohnerentwicklung
- 1961: 605 evangelische (= 77,07 %), 168 katholische (= 21,40 %) Einwohner[1]

| Ostheim: Einwohnerzahlen von 1834 bis 2022 | Ostheim: Einwohnerzahlen von 1834 bis 2022 | Ostheim: Einwohnerzahlen von 1834 bis 2022 | Ostheim: Einwohnerzahlen von 1834 bis 2022 | Ostheim: Einwohnerzahlen von 1834 bis 2022 |
| --- | ------------------------------------------ | ------------------------------------------ | ------------------------------------------ | ------------------------------------------ |
| Jahr |                                            |                                            |                                            | Einwohner                                  |
| 1834 | 1834                                       |                                            | 527                                        | 527                                        |
| 1840 | 1840                                       |                                            | 509                                        | 509                                        |
| 1846 | 1846                                       |                                            | 526                                        | 526                                        |
| 1852 | 1852                                       |                                            | 528                                        | 528                                        |
| 1858 | 1858                                       |                                            | 548                                        | 548                                        |
| 1864 | 1864                                       |                                            | 481                                        | 481                                        |
| 1871 | 1871                                       |                                            | 480                                        | 480                                        |
| 1875 | 1875                                       |                                            | 460                                        | 460                                        |
| 1885 | 1885                                       |                                            | 419                                        | 419                                        |
| 1895 | 1895                                       |                                            | 467                                        | 467                                        |
| 1905 | 1905                                       |                                            | 486                                        | 486                                        |
| 1910 | 1910                                       |                                            | 520                                        | 520                                        |
| 1925 | 1925                                       |                                            | 557                                        | 557                                        |
| 1939 | 1939                                       |                                            | 590                                        | 590                                        |
| 1946 | 1946                                       |                                            | 882                                        | 882                                        |
| 1950 | 1950                                       |                                            | 891                                        | 891                                        |
| 1956 | 1956                                       |                                            | 813                                        | 813                                        |
| 1961 | 1961                                       |                                            | 785                                        | 785                                        |
| 1967 | 1967                                       |                                            | 861                                        | 861                                        |
| 1970 | 1970                                       |                                            | 886                                        | 886                                        |
| 1980 | 1980                                       |                                            | ?                                          | ?                                          |
| 1990 | 1990                                       |                                            | ?                                          | ?                                          |
| 2008 | 2008                                       |                                            | 1.082                                      | 1.082                                      |
| 2010 | 2010                                       |                                            | 1.071                                      | 1.071                                      |
| 2015 | 2015                                       |                                            | 1.033                                      | 1.033                                      |
| 2022 | 2022                                       |                                            | 1.009                                      | 1.009                                      |
| Datenquelle: Historisches Gemeindeverzeichnis für Hessen: Die Bevölkerung der Gemeinden 1834 bis 1967. Wiesbaden: Hessisches Statistisches Landesamt, 1968. Weitere Quellen: LAGIS; 2008–2015; 2022 |                                            |                                            |                                            |                                            |

## Politik

### Ortsbeirat
Bei der Kommunalwahl am 6. März 2016 ergab sich folgende Sitzverteilung im Ortsbeirat:
| Parteien und Wählergemeinschaften | Parteien und Wählergemeinschaften           | Sitze |
| SPD                               | Sozialdemokratische Partei Deutschlands     | 2     |
| CDU                               | Christlich Demokratische Union Deutschlands | 3     |
| gesamt                            | gesamt                                      | 5     |

Vorsitzender des Ortsbeirates ist seit 2016 Ute Stengel von der CDU.

### Wappen
Am 9. April 1964 wurde der Gemeinde Ostheim im damaligen Landkreis Friedberg ein Wappen mit folgender Blasonierung verliehen: In Rot über einer goldenen Waage eine silberne Gerichtslinde.

## Kultur und Sehenswürdigkeiten

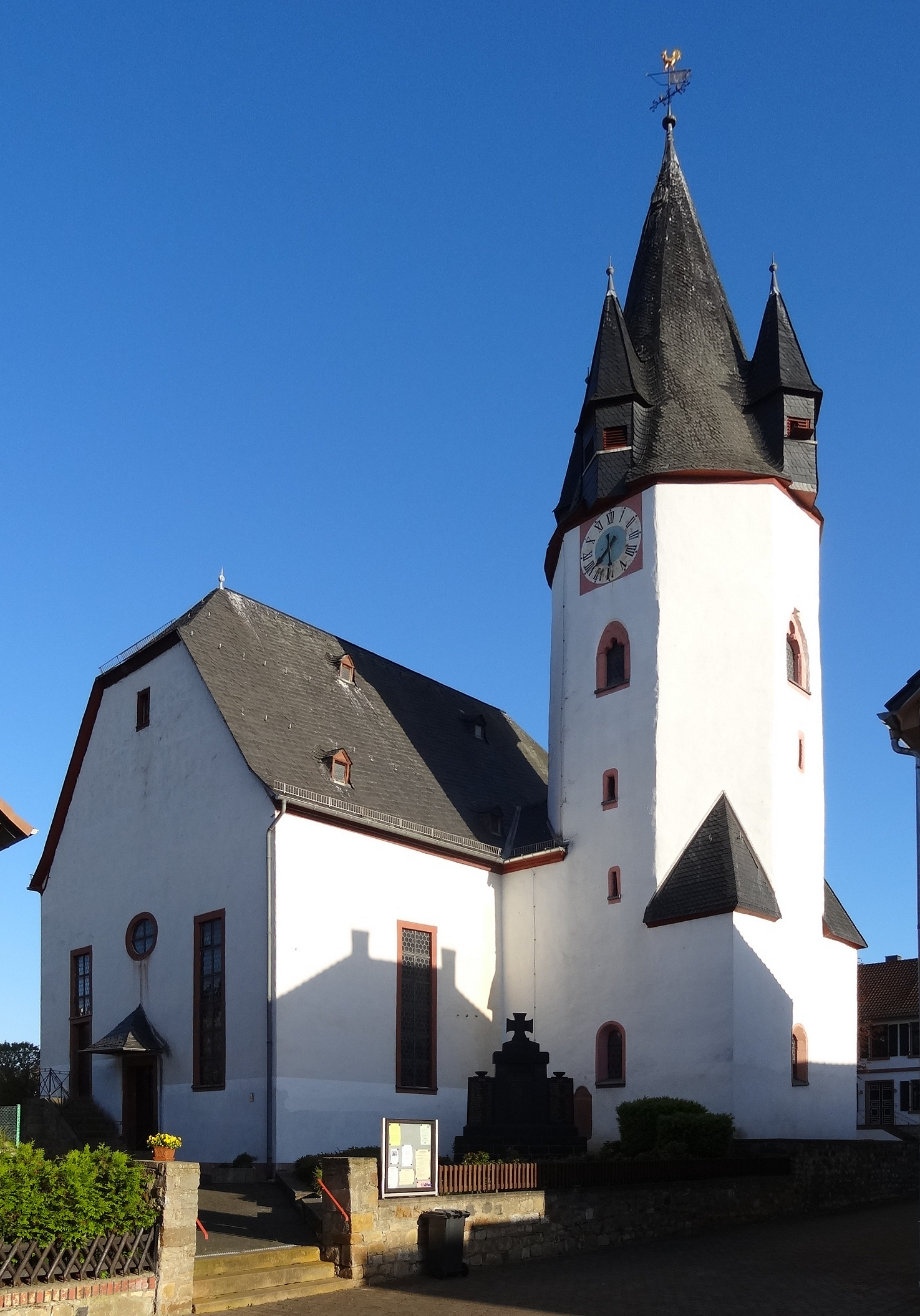
Evangelische Kirche

- In der Ortsmitte befindet sich das ehemalige Rathaus der Gemeinde, ein reich verzierter Fachwerkbau aus dem Jahr 1697.
- Die evangelische Martinskirche wurde als Querkirche 1749/50 im Stil des Barock errichtet. Der Turm der Kirche stammt aus dem 14. Jahrhundert.
- Für das jüngere Publikum steht ein asphaltierter Platz zur Verfügung. Auf diesem Platz sind zwei Hockey-Tore, eine Tischtennisplatte, ein Basketballkorb und ein kleiner Skatepark mit einer „Bank“, einer „Quarter“ und einer „Funbox“ in der Mitte vorhanden. Für die Eltern gibt es natürlich auch zusätzliche Sitzmöglichkeiten.
- Jedes Jahr findet im Bereich am Park der Weihnachtsmarkt statt. Der Park wurde im Jahr 2008/09 erneuert.

## Verkehr
Über die Kreisstraße K 17 und die Bundesstraße 3 besteht eine Straßenverbindung nach Osten zur Anschlussstelle Bad Nauheim der Bundesautobahn 5 sowie nach Norden zur Kernstadt Butzbach. Ostheim ist eine Station der Main-Weser-Bahn zwischen Gießen und Frankfurt im Bereich des Rhein-Main-Verkehrsverbundes.
| Linie | Verlauf | Takt                                            | Betreiber      |
| ----- | --- | ----------------------------------------------- | -------------- |
| RE 30 | Main-Weser-Bahn: Frankfurt (Main) Hbf – Frankfurt (Main) West – Friedberg (Hess) – Bad Nauheim – Ostheim (b Butzbach) – Butzbach – Kirch Göns – Lang Göns – Großen Linden – Gießen – Lollar – Friedelhausen – Fronhausen (Lahn) – Niederwalgern – Marburg Süd – Marburg (Lahn) – Kirchhain (Bz Kassel) – Stadtallendorf – Neustadt (Kr Marburg) – Treysa – Borken (Hess) – Wabern (Bz Kassel) – Kassel-Wilhelmshöhe – Kassel Hbf Stand: Fahrplanwechsel Dezember 2021 | einzelne Züge zur HVZ                           | DB Regio Mitte |
| RB 37 | Mittelhessen-Express: Frankfurt (Main) Hbf – Frankfurt (Main) West – Bad Vilbel – Friedberg (Hess) – Ostheim (b Butzbach) – Butzbach – Kirch Göns – Lang Göns – Großen Linden – Gießen Stand: Fahrplanwechsel Dezember 2024 | 120 min 30/60 min (Friedberg–Gießen wochentags) | HLB Hessenbahn |
| RB 40 | Mittelhessen-Express: Frankfurt (Main) Hbf – Frankfurt (Main) West – Bad Vilbel – Friedberg (Hess) – Bad Nauheim – Ostheim (b Butzbach) – Butzbach – Kirch Göns – Lang Göns – Großen Linden – Gießen – Dutenhofen (Kr Wetzlar) – Wetzlar – Aßlar – Werdorf – Ehringshausen (Kr Wetzlar) – Katzenfurt – Edingen (Kr Wetzlar) – Sinn – Herborn (Dillkr) – Burg (Dillkr) Nord – Niederscheld (Dillkr) Süd – Dillenburg Flügelung in Gießen. Zugteil nach Marburg/Treysa als RB 41. Stand: Fahrplanwechsel Dezember 2021                                                           | 120 min                                         | HLB Hessenbahn |
| RB 41 | Mittelhessen-Express: Frankfurt (Main) Hbf – Frankfurt (Main) West – Bad Vilbel – Friedberg (Hess) – Bad Nauheim – Ostheim (b Butzbach) – Butzbach – Kirch Göns – Lang Göns – Großen Linden – Gießen – Gießen Oswaldsgarten – Lollar – Friedelhausen – Fronhausen (Lahn) – Niederwalgern – Niederweimar – Marburg Süd – Marburg (Lahn) – Cölbe – Bürgeln – Anzefahr – Kirchhain (Bz Kassel) – Stadtallendorf (– Neustadt (Kr Marburg) – Schwalmstadt-Wiera – Treysa) (wochentags) Flügelung in Gießen. Zugteil nach Dillenburg als RB 40. Stand: Fahrplanwechsel Dezember 2021 | 120 min                                         | HLB Hessenbahn |
| RB 49 | (Gießen –) Friedberg (Hess) – Assenheim (Oberhess) – Nidderau – Ostheim (Kr Hanau) – Bruchköbel – Hanau Nord – Hanau Hbf Stand: Fahrplanwechsel Dezember 2024 | 2 Zugpaare morgens (wochentags)                 | HLB Hessenbahn |
| RE 99 | Main-Sieg-Express (Sprinter): Siegen Hbf – Haiger – Dillenburg – Herborn (Dillkr) – Ehringshausen (Kr Wetzlar) – Wetzlar – Ostheim (b Butzbach) – Bad Nauheim – Bad Vilbel – Frankfurt (Main) West – Frankfurt (Main) Hbf Stand: Fahrplanwechsel Dezember 2021 | ein Zug                                         | HLB Hessenbahn |